# The Librarian: Return to King Solomon's Mines
The Librarian: Return to King Solomon's Mines er en amerikansk film fra 2006 instrueret af Jonathan Frakes.

## Medvirkende
- Noah Wyle som Flynn Carsen
- Gabrielle Anwar som Emily Davenport
- Bob Newhart som Judson
- Jane Curtin som Charlene
- Olympia Dukakis som Margie Carsen
- Erick Avari som General Samir
- Hakeem Kae-Kazim som Jomo
- Robert Foxworth som Onkel Jerry
- Zahn McClarnon som Tommy Yellow Hawk
- Lisa Brenner som Debra